# Sergio Camargo
José Sergio Camargo Pinzón (Hacienda Usamena, 26 de diciembre de 1832-Miraflores, 27 de septiembre de 1907) fue un abogado, militar, diplomático y político colombiano, miembro del Partido Liberal Colombiano.
Camargo tuvo una trayectoria como militar y político. Fue presidente del estado de Boyacá entre 1862 y 1865, secretario de guerra de la federación en 1868, designado a la presidencia entre 1877 y 1879, asumiendo la presidencia por unos días en 1877, por ausencia del titular Aquileo Parra; embajador en Alemania y en el Vaticano.
Fue la principal figura militar de la familia Camargo, emparentado con el distinguido poeta Joaquín González Camargo, el historiador Gabriel Camargo Pérez, Francisco Camargo y el presidente colombiano Alberto Lleras Camargo.

## Biografía
Estudió en el Colegio de San Bartolomé. Graduado en jurisprudencia en 1852, fue nombrado juez y magistrado. En 1857 comenzó su carrera política llegando a ser secretario de Gobierno del Estado Soberano de Boyacá. Entre 1862 y 1865 ocupó el cargo de presidente de dicho estado.  
Durante el período de guerras civiles a partir de 1840, formó parte del bando Liberal, en oposición al bando Conservador. No fue un soldado profesional, pero alcanzó el grado militar de general por su participación en varias batallas.
En 1868 ocupó el cargo de Secretario de Guerra y Marina y en 1871 fue nombrado jefe de la Guardia Nacional. 
En 1876 fue elegido senador por Boyacá, tomando posesión en 1877 como presidente provisional de los Estados Unidos de Colombia por 3 meses, en reemplazo del presidente titular, Aquileo Parra, quien se encontraba enfermo. Posteriormente fue nombrado embajador ante la Santa Sede y en distintos países de Europa: Alemania, Francia, Gran Bretaña y España, realizando el fortalecimiento de relaciones diplomáticas con dichos países.

## Familia
Sergio Camargo nació en el seno de una familia de la aristocracia local, siendo hijo de José Simón Camargo de la Barrera y de su esposa María Ignacia de los Reyes Pinzón Suárez, siendo sus hermanos Cristóbal y Francisco Camargo Pinzón.